# Дејан Пејовић
Дејан Пејовић (Београд, 23. август 1968) јесте српски музичар, песник и визуелни уметник. Био је један од оснивача познатих рок група Вампири и Фамилија.

## Бејби бум
Бејби бум представља почетак Пејовићевог рада у музици, а који датира од средине '80-их година. Бенд покреће са тадашњим школскiм друговима, Душаном Павловићем и Бранком Лукићем. Тадашњи стил је углавном био наслоњен на музику '50-их и '60-их година, те не чуди што су неке песме из тог периода завршиле на плочама групе Вампири, који су настали фузионисањем групе Бејби бум и групе Лолипопс. Већ након првог демо снимка бенд се појављује на телевизији, у емисији Петком у 22, која се бавила тадашњим културним дешавањима, а чији је музички уредник био Зоран Симјановић.
Први снимци су настали у четвороканалном студију Какаду, Небојше Марића - Маронија. Након тога снимају у студију Бранка Поткоњака (Бане Хендрикс), а последњи демо снимак у студију Казабланка, Дадија Стојановића. Све песме потписује Пејовић, изузимајући три обраде - песме Ричија Валенса, Каскејдс и Барта Хауарда.
Убрзо након тога креће прича са Вампирима.

## Вампири
Као члан и један од идејних оснивача групе Вампири, већ након првог албума под називом Рама Лама Динг Донг (ПГП РТБ), 1991. године брзо успева да освоји музички простор бивше Југославије. На плочи Пејовић као аутор потписује песму Анђела. Исте године наступају у ревијалном делу Београдског пролећа, са обрадом песме Београде, композитора Душка Јакшића, а коју је изводио Ђорђе Марјановић. Те године наступају  и у Сава центру као гости белгијске групе Ваја Кон Диос.
Плоча је достигла платинасти тираж. Куриозитет је да су већ исте године издали и други албум под називом Тачно у поноћ (ПГП РТБ), након кога су проглашени за групу године, а албум Тачно у поноћ за плочу године. Други албум такође достиже платинасти тираж, а Пејовић се на другом албуму као аутор појављује са три песме - Волим је ја, Је, Је (Тако је добро) и Кад падне ноћ.
Ваља напоменути да су Вампири били и део пројекта С оне стране дуге, а на истоименој компилацији су се представили обрадом песме Стенд бај ми (Бен Е. Кинг).
О популарности коју су тада Дејан Пејовић и Вампири имали говори и податак да су компоновали музику за филм Ми нисмо анђели, редитеља Срђана Драгојевића, у којем су се и појавили. Музика из филма се нашла на трећем албуму Вампира, под називом Бе Бе (ЗАМ). Пејовић као аутор потписује песме Поклонићу јој небо (нумера из филма Ми нисмо анђели), Кад ми кажеш не, Тачно у поноћ, а као коаутор нумере Један корак од сна, као и композицију Динг динг донг која је била представник Радио Тв Београд у избору за Југословенског  представника за песму Евровизије 1992. године. Као продуценти албуме Вампира потписују Оливер Јовановић и Саша Хабић. Сва три албума су снимљена у Студију О.

## Фамилија
После три високотиражна албума групе Вампири, са еx-члановима групе У Шкрипцу крајем 1993. године Пеја оснива групу Фамилија.
Први албум Фамилије изашао је 1994. године, под називом Народно позориште, а у издању ПГП РТС. Албум је проглашен за издање године, а сама група за групу године. Пеја као аутор потписује четири песме - Мала мала, Црно бело шарено, Није ми ништа и Сат. Дизајн омота за плочу и касету дело је познатог алтернативног уметника Саше Марковића Микроба. Као продуцент, албум потписује Ђорђе Петровић.
Албум је најпре изашао на плочи и касети, али је на иницијативу новинара, публицисте и рок критичара Петра Пеце Поповића и Горана Бреговића, у Аустрији штампано и цд издање са потпуно новим дизајном омота који је осмислио Пејовићев колега из бенда Бејби бум, а сада познати интернационални дизајнер Бранко Лукић. На цд издању се појављује још једна Пејовићева нумера као бонус песма, под називом Рингишпил.
Албум Народно позориште ушао је у најбољих 100 албума издатих након распада СФРЈ. Аутор књиге Како (ни)је пропао рокенрол у Србији (укључујући и 100 најбољих српских албума од распада СФРЈ), Душко Антонић објашњава: "Бивши чланови група У Шкрипцу, Кошава и Вампири сакупили су се у вокално најзначајнијој супергрупи деведесетих и посве оригиналним звуком, сјајним певањем и заразним ритмовима, подарили нам више него оригиналан албум, са неколико хитова за сва времена".
Фамилија такође учествује у телевизијском филму из 1994. године, Два сата квалитетног новогодишњег програма, Срђана Драгојевића.
Другом албуму претходи сингл Брате Мурате, који је изашао 1996. године у издању Комуне. Песма је снимљена у Студију 5 ПГП-а, а у продукцији Саше Хабића. На сингл издању се такође налази и нумера Рингишпил.
Други албум Фамилије под називом Сељачка буна излази исте године, а у издању Комуне. Пејовић као аутор и коаутор потписује песме: Нико није крив, Боли ме кита, Параноја, Мали Змај, Ниш Париз Тексас и Мамлазе. Продуцент је поново Ђорђе Петровић. Оба албума су снимљена у студију Мјузик фактори. Између осталих, рецензију за албум пише и Пеца Поповић, у тексту под називом Збогом историјо, подељеном на самој промоцији: "Смисао постојања рок групе није само у дељењу стечених искустава и нових радости. То је она лепша страна. Постоји и она важнија - вредносно сведочити!...Слушати „Сељачку буну“ је искуство, велико и озбиљно. Тако доликује плочама што остају и мењају. То није концепт. Није реч о плочи - реци. Овде је у питању збирка различитих комада који засебно сасвим добро функционишу а сложени у вишеслојну целину терају на процесе озбиљног размишљања. Реч је о уметничком чину - остављању значајног трага. Духовног, цивилизацијског и колективно-творачког".
Јануара 1997. године, Фамилија учествује на највећем концерту у историји Београда, који је одржан у организацији студентског покрета, а поводом протеста против тадашњег владајућег режима. Рок критичар Пеца Поповић, у склопу своје рецензије албума Сељачка буна, о овом концерту и наступу Фамилије каже: "У простору од пар метара, на ватрометини две чудесно чисте силе, оне са бине и оне која се враћала из непрегледне масе, настајала је струја таквог интензитета и такве инспиративности која се сада нити да објаснити нити реконструисати".

## Дибидус
Групу Дибидус оснива 2001. године и са њима издаје два студијска албума.
Први албум Дибидус (БК Сaунд) изашао је 2003. године, а Пејовић потписује песме: Нама треба љубав, Нико није крив, Пробуди се, Дуде, Понекад, Ди да бегамо, Парче среће, Будала, У круг. Коаутор је песама Ко те тера и Идем да спавам. На албуму се као гости појављују Немања Којић Којот (тромбон) и Маја Клисински (перкусије).
Нову поставу бенда окупља 2007. године, а други албум под називом Тренерка & сако (Лонг плеј), излази 2011. године. На том албуму, аутор је песама: Тренерка и сако, Из дупета у главу, Хлеба и игара, Ми имамо све, Кафана, Поклонићу јој небо, То није фер, Моје све, а као коаутор потписује: Циркус, Апотека и Крава трава. Рецензију албума написао је Пеца Поповић, који у тексту под називом Поздрав са циркуског дна о Пејовићу наводи: "...песник, певач и предводник Дибидуса, способан да минуциозним текстуалним бравурама каже више него неки писци са амбициозним причама, део је традиције протестног рока који овде још постоји само у гарду малобројних писмених репера".
Трећи албум је изашао 2013. године, под називом Уживо из клуба Фест (Маском рекордс). Албум је снимљен на концерту групе Дибудус у клубу Фест и представља пресек 25 година Пејовићевог рада, те се на њему налазе песме које су обележиле његов дотадашњи рад. Као бонус песма на албуму се налази и песма Драга, на којој се као гост појављује легендарни Нено Белан.
Сва три Пејина бенда уврштена су у екс-Ју рок енцилопедију, аутора Петра Јањатовића. Петар Пеца Поповић, чувени југословенски рок критичар, новинар и публициста и Михајло Пантић, писац и професор књижевности, један део књиге Бити рокенрол посвећују бенду Фамилија и значају који су имали за културу, не само тог времена.
Заједно са дугогодишњим сарадницима из група Вампири и Фамилија, као и новим придруженим члановима, 2015. године учествује у пројекту Пеја и Змајево гнездо (Гранд поп мјузик). Пеја потписује песме: Очи када кажу, Тако ми фали, Лолита и Ни пакао ни рај. Као гост на две песме се појављује Рамбо Амадеус, а пратеће вокале певала је Марија Михајловић.
У својој богатој музичкој каријери, остварио је сарадњу са многим етаблираним музичарима из земље и региона. Од пионира домаћег рокенрола Милета Лојпура и Зорана Симјановића, до Здравка Чолића, Нена Белана, Рамба Амадеуса и многих других.

## Примењена уметност
На пољу примењене музике Пејовић се остварио  компонујући музику за игране и документарне филмове и серијале, позоришне представе, као и музику за децу. Посебно место заузима емисија за децу Фазони и форе, аутора и песника Љубивоја Ршумовића. Компоновао је и музику за бројне тв и радио рекламе и емисије, а више наврата је био ангажован и као члан различитих жирија у области музике. Пејовић се често налази и у улози наратора, а радио је и на синхронизацији цртаних филмова, позајмљујући глас цртаним јунацима.